# Elly Mes
Elly Mes-Smaal (Eindhoven, 13 februari 1931 – 6 augustus 2024) was een Nederlands kunstschilderes, aquarellist en beeldend kunstenares.

## Biografie
Elly Mes werd geboren in Eindhoven. Na haar middelbare school was ze jarenlang docente handelswetenschappen aan het HEAO. Nadat ze in 1988 met de VUT ging, legde zij zich toe op een carrière als kunstenares. Ze volgde schilderlessen bij Gerard van Zwieten en Frans Boers.

## Carrière
Mes schilderde onder meer stillevens, landschappen en portretten. Daarnaast maakte zij beelden van mensen en dieren in brons en natuursteen. Ook maakte ze werken in opdracht en ze had exposities in verschillende musea. In 2017 maakte ze een expositie over het scheppingsverhaal in de Pelgrimskerk in Burgh-Haamstede.
Mes woonde op Schouwen-Duiveland, waar ze haar eigen atelier had. Ze overleed op 6 augustus 2024 op 93-jarige leeftijd.

## Werken
Dit is een selectie met schilderijen van Mes.
| - Home - Afscheid - Necklace - Drie Gratiën I - Drie Gratiën II - Ik zag twee oude mannen - Waarheen - Antarctica - Thuiskomst - Und dann tanz ich mit dir - Hebban Olla Vogala.. - Weerzien - Intiem - Onderweg - Naar bed, naar bed.. - Moeder - Onzichtbare grenzen - Op Weg | - De kus - Samen - In kannen en kruiken - Herinneringen - Drie Gratiën - Urn - Bestemming onbekend - Guirlande - Feest - De zon vroeg om haar gouden schijn - Laat mij nog even los bestaan - Ten dans - Toekomst? - Overleg - Eeuwenlang verborgen - Vreugde - Samen sterk - Here I Am |